# Ralph Siegel
 (décembre 2019).
 (avril 2018).
Si vous disposez d'ouvrages ou d'articles de référence ou si vous connaissez des sites web de qualité traitant du thème abordé ici, merci de compléter l'article en donnant les références utiles à sa vérifiabilité et en les liant à la section « Notes et références ».
 (octobre 2011).
Le contenu est difficilement compréhensible vu les erreurs de traduction, qui sont peut-être dues à l'utilisation d'un logiciel de traduction automatique.
Pour les articles homonymes, voir Siegel.
Ralph Siegel, né le 30 septembre 1945 à Munich, est un auteur-compositeur et producteur allemand.

## Biographie
Ralph Siegel est le fils du compositeur de schlager Ralph Maria Siegel et de la chanteuse d'opérette Ingeborg Döderlein. Son grand-père Rudolf Siegel est compositeur d'opéra.
Il commence dès sa plus tendre enfance à jouer de différents instruments, dont la batterie, la guitare, l'accordéon et le piano. Après avoir appris le solfège et la composition musicale, il écrit à l'âge de douze ans sa première chanson sous le pseudonyme de Peter Civelles. À 19 ans, il écrit It’s a Long Long Way to Georgia qui atteint la huitième place du classement country américain. Ralph Siegel se fait un nom dans le schlager pour des chanteurs populaires comme Mary Roos, Heino, Angela Wiedl, Rex Gildo, Michael Holm, Chris Roberts, Costa Cordalis, Mireille Mathieu, Udo Jürgens, Peter Alexander, Roy Black ou Marianne Rosenberg.
En 1974, il fonde son propre label Jupiter-Records. La même année, Ralph Siegel participe pour la première fois au concours Eurovision de la chanson 1974 avec la chanson de Sheer Ireen Bye Bye I Love You représentant le Luxembourg qui finit à la quatrième place.
Ralph Siegel réussit dans les années 1970 en tant que producteur du groupe allemand Dschinghis Khan, qui prend part notamment au concours Eurovision de la chanson 1979 et prend la quatrième place. Suivent plusieurs premières places dans les charts allemands et une certaine réputation européenne.
Son plus grand succès vient avec la victoire de Ein bißchen Frieden  interprétée par Nicole au Concours Eurovision de la chanson 1982. Il est après Klaus Munro le deuxième compositeur allemand à remporter le concours.
En 1987, il gagne sous le pseudonyme de Peter Elvers, un pseudonyme qu'il utilise pour ses premières œuvres, la manche allemande préliminaire. D'autres sont Zylka Werner, Pierre et Serge Bonheur match.
Ses participations dans les années 2000 pour l'Allemagne en 2002 avec I Can't Live Without Music (21e place sur 24)  et en 2003 avec Let's Get Happy (11e place sur 26) n'obtiennent pas le même succès.  Ralph Siegel se consacre à d'autres pays. En 2004, il participe au tour préliminaire maltais avec La vie est magnifique, chanté par les sœurs, Ali & Lis, mais après une défaite, il produit On Again Off Again, interprété par le duo Julie & Ludwig, qui finit à la douzième place de l'Eurovision. En 2005, il interprète six chansons au « Malte Chanson pour l'Europe », dont cinq atteignent le top 10. En Bosnie-et-Herzégovine, il tente sa chance avec la chanson Parfois j'aimerais être un enfant à nouveau, interprétée par Tinka.
Il se présente sous le pseudonyme de Mario Mathias à la sélection de l'Allemagne pour le Concours Eurovision de la chanson 2005 afin de permettre une décision impartiale sur sa chanson. Cependant, le secret est connu avant la diffusion de la chanson A Miracle of Love interprétée par Nicole Süßmilch et Marco Matias, qui obtient la deuxième place et n'est donc pas qualifiée pour l'Eurovision 2005.
En 2006, il compose pour la comédie Rire! - Le temps des clowns, écrite par Christian Berg, qui est jouée pour la première fois le 12 juillet à Cuxhaven.
En 2010, Siegel annonce qu'il a un cancer de la prostate diagnostiqué en 2007. Il fait cependant son jubilé pour ses 50 ans de carrière puis se retire quelques années.

## Participations aux concours Eurovisions de la chanson
| Année | Chanson                                | Artiste                                        | Pays        | Position          |
| ----- | -------------------------------------- | ---------------------------------------------- | ----------- | ----------------- |
| 1974  | Bye Bye I Love You                     | Ireen Sheer                                    | Luxembourg  | 4e                |
| 1976  | Sing Sang Song                         | Les Humphries Singers                          | Allemagne   | 15e               |
| 1979  | Dschinghis Khan                        | Dschinghis Khan                                | Allemagne   | 4e                |
| 1980  | Theater                                | Katja Ebstein                                  | Allemagne   | 2e                |
| 1980  | Papa Pingouin                          | Sophie & Magaly                                | Luxembourg  | 9e                |
| 1981  | Johnny Blue                            | Lena Valaitis                                  | Allemagne   | 2e                |
| 1982  | Ein bißchen Frieden                    | Nicole                                         | Allemagne   | 1er               |
| 1985  | Children, Kinder, Enfants              | Ireen Sheer, C. & M. Roberts, Olivier, Solomon | Luxembourg  | 13e               |
| 1987  | Lass die Sonne in dein Herz            | Wind                                           | Allemagne   | 2e                |
| 1988  | Lied für einen Freund                  | Maxi & Chris Garden                            | Allemagne   | 14e               |
| 1990  | Frei zu leben                          | Chris Kempers & Daniel Kovac                   | Allemagne   | 9e                |
| 1992  | Träume sind für alle da                | Wind                                           | Allemagne   | 16e               |
| 1992  | Soleil, soleil                         | Géraldine Olivier                              | Suisse      | DQ                |
| 1994  | Wir geben 'ne Party                    | Mekado                                         | Allemagne   | 3e                |
| 1997  | Zeit                                   | Bianca Shomburg                                | Allemagne   | 18e               |
| 1999  | Reise nach Jerusalem - Kudüs’e seyahat | Sürpriz                                        | Allemagne   | 3e                |
| 2002  | I Can't Live Without Music             | Corinna May                                    | Allemagne   | 21e               |
| 2003  | Let's Get Happy                        | Lou                                            | Allemagne   | 11e               |
| 2006  | If We All Give a Little                | six4one                                        | Suisse      | 17e               |
| 2009  | Just Get Out of My Life                | Andrea Demirović                               | Monténégro  | 11e (demi-finale) |
| 2012  | The Social Network Song                | Valentina Monetta                              | Saint-Marin | 14e (demi-finale) |
| 2013  | Crisalide (Vola)                       | Valentina Monetta                              | Saint-Marin | 11e (demi-finale) |
| 2014  | Maybe                                  | Valentina Monetta                              | Saint-Marin | 24e               |
| 2015  | Chain of Lights                        | Michele Perniola & Anita Simoncini             | Saint-Marin | 16e (demi-finale) |
| 2017  | Spirit of the Night                    | Valentina Monetta & Jimmie Wilson              | Saint-Marin | 18e (demi-finale) |